# Back to Bedlam
Back to Bedlam és el primer àlbum del cantautor britànic James Blunt, llançat per Custard Records el 2004. La majoria de les cançons són d'estil folk pop i rock amb tocs acústics. Tom Rothrock va produir i mesclar l'àlbum, ell i Jimmy Hogarth van produir la cançó Wisemen, i Linda Perry va produir l'última cançó, No Bravery. Blunt va col·laborar en la creació de cada cançó de l'àlbum. L'àlbum va pujar lentament a l'UK Albums Chart, però finalment va arribar al número 1 el juliol del 2005, i des d'aleshores ha esdevingut l'àlbum més venut del segle xxi al Regne Unit. Ha aconseguit sis discs de platí.

## Llista de cançons
1. "High" – 4:03 (James Blunt; Ricky Ross)
2. "You're Beautiful" –– 3:33 (J. Blunt; Sacha Skarbek; Amanda Ghost)
3. "Wisemen" – 3:42 (J. Blunt; Jimmy Hogarth; S. Skarbek)
4. "Goodbye My Lover" – 4:18 (J. Blunt; S. Skarbek)
5. "Tears and Rain" – 4:04 (J. Blunt; Guy Chambers)
6. "Out of My Mind" – 3:33 (J. Blunt)
7. "So Long, Jimmy" – 4:24 (J. Blunt; J. Hogarth)
8. "Billy" – 3:37 (J. Blunt; S. Skarbek; A. Ghost)
9. "Cry" – 4:06 (J. Blunt; S. Skarbek)
10. "No Bravery" – 4:00 (J. Blunt; S. Skarbek)

(Totes les lletres estan escrites per James Blunt, ajudat amb la música excepte en Out of My Mind, en què la música és íntegrament de James Blunt)

## Guardons
Nominacions
- 2007: Grammy al millor àlbum de pop vocal